# Primus Nominatus
Primus Nominatus (łac.) Nominowany Najdoskonalszym – certyfikat jakości wydawany przez kapitułę nagrody przy Branżowym Centrum Badań i Certyfikacji (BCBC), które jest jednostką partnerską znanej na całym świecie niemieckiej jednostki certyfikującej jakość TÜV Rheinland. W zakresie jakości i zarządzania BCBC współpracuje z akredytowanymi jednostkami certyfikującymi, uczelniami wyższymi, jednostkami administracyjnymi na terenie całego kraju.
Konkurs PRIMUS NOMINATUS oparty jest na modelowym, sprawdzonym i powszechnie przyjętym rozwiązaniu Narodowej Nagrody Jakości im. Malcolma Baldrige’a (The Malcolm Baldridge National Quality Assurance Award, MBNQA) ustanowionej przez kongres Stanów Zjednoczonych w 1987 roku i przyznawanej wyróżniającym się przedsiębiorstwom produkcyjnym i usługowym oraz instytucjom państwowym, które stają się dzięki tej nagrodzie ambasadorami jakości na całym świecie.
Znakiem Primus Nominatus – Nominowany Najdoskonalszym wyróżnia się organizacje, które wykazują się wyjątkową starannością i dbałością w zaspokajaniu potrzeb swoich klientów poprzez codzienną praktykę oraz jakość oferowanych wyrobów i usług.
Nominowane firmy i instytucje muszą spełniać wysokie wymagania, w takich obszarach funkcjonowania jak:
- Kierownictwo,
- Planowanie strategiczne,
- Nastawienie na klienta i rynek,
- Analiza informacji rynkowych,
- Rozwój i wykorzystanie zasobów ludzkich,
- Zarządzanie procesami,
- Odpowiednie osiągnięcia firmy.

O przyznaniu certyfikatu decyduje złożony proces weryfikacji począwszy od audytu rynkowego poprzez samoocenę jakości i pozytywny wynik audytu kwalifikującego.
Certyfikat przyznawany jest na 2 lata.